# 2014年クリミア危機のタイムライン
2014年クリミア危機のタイムラインでは、2014年クリミア危機の事態の推移を時系列で記述する。

## 事態の推移

### 2月

#### 23日
ウクライナのクリミア自治共和国の首都シンフェロポリでは、2014年2月23日のキーウのマイダン運動を支援する5千から1万5千人がウクライナの新政権支持を表明する集会を開いた。そのうちに、セヴァストポリでは、数千の人々が新政府に反対し、独自の政権樹立とロシア「夜の狼」というバイク集団の支援とともに自警団の設立に賛成を示した。ロシア軍の車輛が目撃されたという噂が立った。

#### 24日
2月24日にはクリミア自治共和国首相アナトリイ・モヒリオフは、自治共和国がウクライナ議会で可決されたすべての決定に従うことを宣言した。同日、より多くの群衆がセヴァストポリの行政府の外に集まった。新コサック（ソ連崩壊後にコサックの伝統に回帰し、私的武装訓練を行っているロシア人グループ）によって率いられたロシアの御用デモ隊が、ロシア市民を市長に選出することを要求し（これは市会議によって拒否された）、市庁舎にロシアの国旗を掲げた。彼らはまた、「青い突撃隊（EUのこと）」は打倒されるだろうと警告しながら、志願兵を募集するリーフレットを配布して回った。2月24日、セヴァストポリはロシア人のアレクセイ・チャリを市長不在の同市の市長に選出した。中央政府内務省のセヴァストポリ代表ヴィクトル・ネガノフは同市の反抗制圧を命令した。シンフェンポリ行政府の建物は分離の住民投票を要求する数百の市民によって占拠された。

#### 25日
2月25日、クリミアの独立を要求する数百人のロシアの御用デモ隊がクリミア議会を占拠した。

#### 26日
2月26日には、数千の抗議の市民がセヴァストポリで衝突した。メディアは、ロシア軍兵士（彼ら自身がメディアの質問にそう答えた）と地元の志願兵によってセヴァストポリに通じる主要な道路は彼らの統制下にあると報じた。ロシア国旗の翻る軍の検問所がシンフェロポリに通じる高速道路に設置された。2月26日、ロシアは15万人の兵を動員して、ウクライナ国境沿いの西部軍管区で軍事演習を行った。翌27日、ロシア軍の部隊がクリミア半島にある最高議会ビルなどの主要な建物と、シンフェロポリ空港およびベルベク空港を占拠した。

#### 27日
2月27日、60人のロシア部隊がクリミア最高会議（議会）の建物とクリミア首相府の建物を占拠した。彼らは正規軍であり、重武装しているといわれている。2014年ウクライナ騒乱を過激化させた極右集団「右派セクター」は公にクリミア領内でのあらゆる紛争に参加しないつもりであると発表した。議事堂が包囲下に置かれ、反対派議員が立ち入れない中でクリミア最高会議は首相を罷免するための緊急集会を開催し、アナトリイ・モヒリオフに代わり「クリミア・ロシア連合」のセルゲイ・アクショーノフを新首相に選んだ。最高会議はまた、ウクライナの大統領選挙が予定される2014年5月25日にクリミアの帰属をめぐる住民投票を開催することを議決した。ウクライナ暫定政権の首相、アルセニイ・ヤチェニュクは「我々は路上で銃を携行するあらゆる者を法に基づき告訴しなければならない」と宣言した。

#### 28日

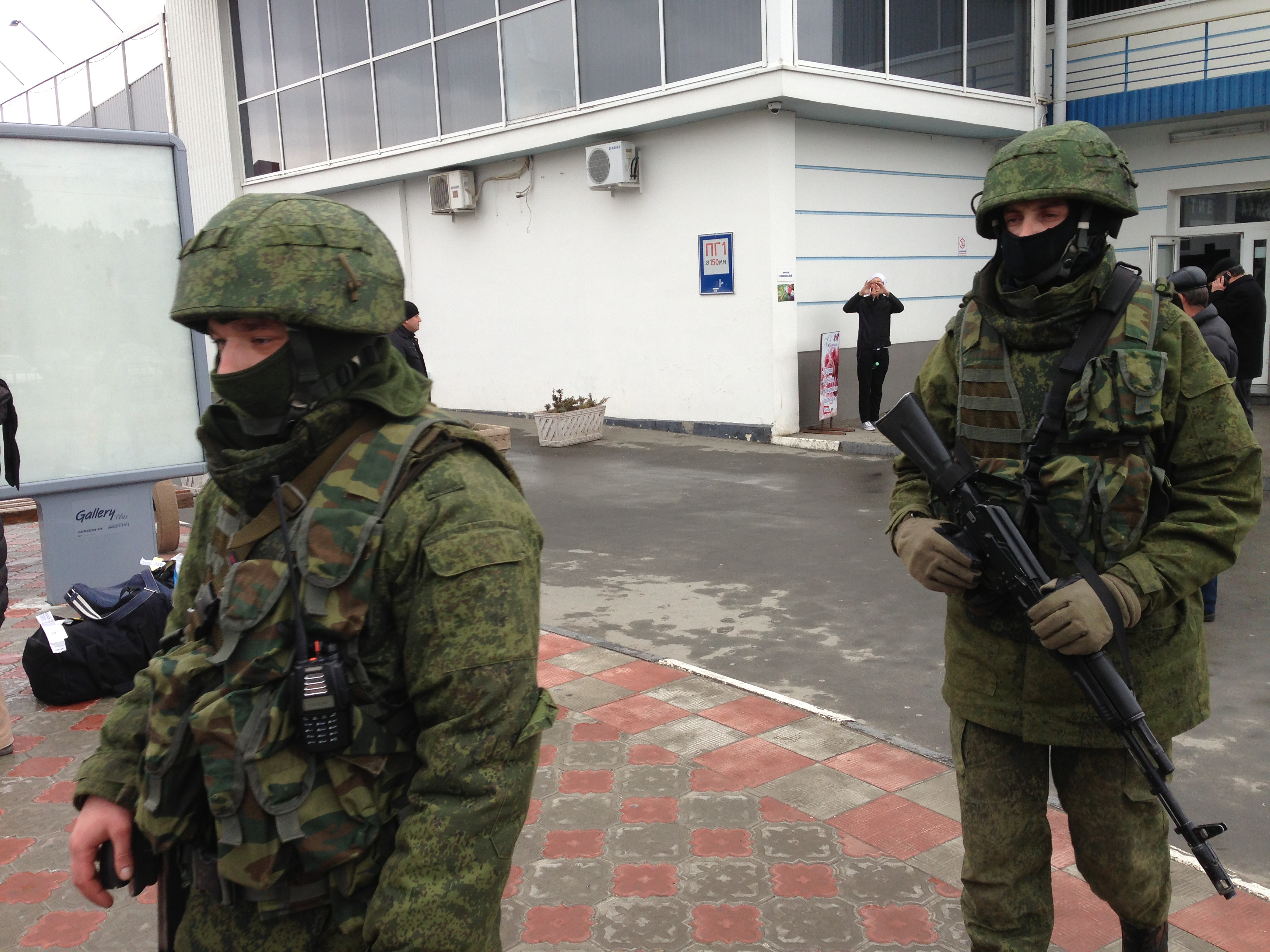
シンフェロポリ国際空港をパトロールする所属不明の兵士(リトル・グリーンメン)
（2014年2月28日）

2月28日の早朝には徽章が無く所属不詳であるが、ロシア軍の武器や装備を持つ50から119人の武装集団(リトル・グリーンメン)が表れ、シンフェロポリ国際空港を占拠した。のちに、セヴァストポリ国際空港も同様に占拠された。ロシアのミサイル艇がウクライナ海上警備隊の船舶の拠点であるバラクラヴァ湾を封鎖した。8機のロシア軍のヘリコプターがロシア領のアナパからセヴァストポリへと飛行した。セルヒイ・クニツィンはジャーナリストらに13機のロシアの航空機IL-76がロシア空挺軍とともにフバルディスケのフバルディスケ空軍基地を離陸したことを報じた。。Kunitsynは13機ともに150人の兵士が乗り込んでいることを発表した。地元民兵に支援された武装兵士が、クリム国営テレビ局及びクリミア全域のUkrtelecom社の施設を占領した。Ukrtelecomはクリミアの電話及びインターネットの主要通信プロバイダーであり、これら通信施設の占領は、攻撃者の通信を許し、クリミア住民にメッセージを発信することを許した。ウクライナ国防省は強力な軍隊が土曜日の夜までにクリミアの駐屯地を明け渡すよう求めていることを認めた。アメリカ合衆国大統領バラク・オバマは、ロシアの侵略行為を非難した後、ロシアのあらゆる軍事行動も「割に合わない」だろうと発言した。

### 3月

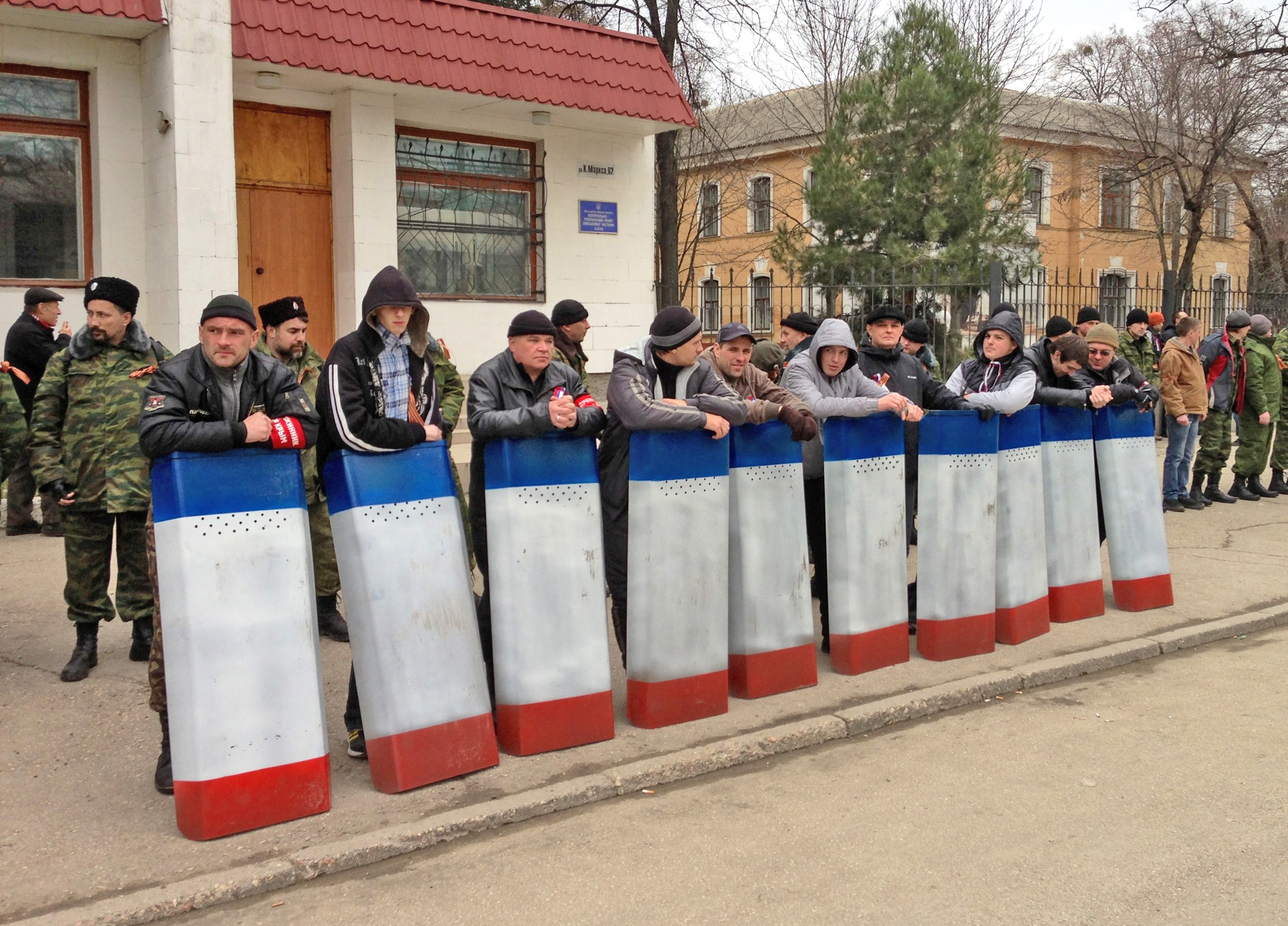
クリミアの自警団。（3月2日、シンフェロポリ）

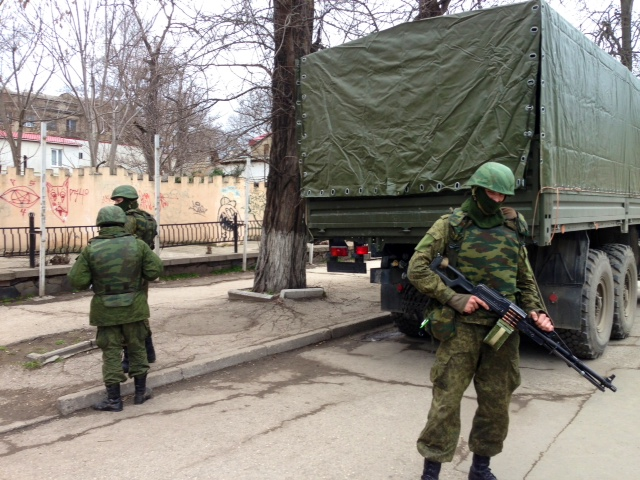
徽章のない兵士。（3月2日、シンフェロポリ）

#### 1日
2014年3月1日、クリミア自治共和国首相セルゲイ・アクショーノフはプーチン大統領に直接クリミアにおける平和維持を要請した。3月1日にはキーウの暫定政権に反対し、クリミアのロシア人支持を訴える市民が東部と南部ウクライナで市庁舎などを占領した。ウクライナ大統領は、セルゲイ・アクショーノフの首相選出は違憲で彼はクリミア政府の指導者ではないと宣言する布告に署名した。ロシアのプーチン大統領は公式に連邦会議にウクライナにロシア軍を行使できるように求めた。数時間後には連邦会議は満場一致で容認を与えた。シンフェロポリのロシア領事はウクライナ国民にロシアのパスポートを交付し始めた。ウクライナ海軍、およびウクライナ海上警備隊はセヴァストポリの基地を離れることを強いられた。ジャーナリストの中には、これはRIAニュースによる偽情報だと主張する者がいた。ウクライナのジャーナリストはクリミアへの立ち入りを禁止された。ウクライナのメディアは、クリミアにおける政府の交代の決定と住民投票の実施を報道した。大西洋評議会のウィルソン副議長は、アメリカ議会が「ウクライナ防衛法案を認めることを審議している」と発言した。

#### 2日
3月2日、フェオドシヤ周辺に孤立していたウクライナ海軍歩兵連隊は午前9時までに降伏するよう要求する武装集団に包囲された。『ウクライナ・プラウダ』紙によると、セヴァストポリのウクライナ海軍ビルはロシア軍による地上攻撃と包囲の下にあった。ロシアメディアのRIA Novostiはクリミア配属のウクライナ陸軍のユニットが3月2日には「大規模に」投降していると報じた。オレクサンドル・トゥルチノフ大統領は全てのウクライナの予備役兵に召集する命令を出した。ペレヴァルネ近くのウクライナの軍事基地には、キエフ政府に忠実な数少ないウクライナ海兵隊が立てこもり、ロシア軍とクリミア武装勢力の間で孤立していた。

#### 3日
ウクライナ海軍の新任の司令官デニス・ベレゾフスキーはキーウ政府からの命令に従うことを拒否する声明をテレビで発表した。彼の後任はセルヒイ・ハイドゥクが就いた。クリミア自治政府は自前の防衛省を創設することを発表した。ウクライナの公式見解によると、クリミアのウクライナ軍は3月4日の午前9時までに降伏するよう要求されているか。ロシア黒海艦隊総司令官のアレクサンドル・ヴィトコと最後通牒をへて軍事衝突の危機に面しているという。この最後通牒はロシアによって公に否定された。そして期限満了後の衝突は報じられていない。ロシア兵はクリミアと海峡を挟んで東向こう側のケルチ市のフェリーターミナルに集まった。

#### 4日
3月4日、クレムリンはウクライナのロシア人ヘンナディイ・バラショフ(ドニプロペトロウシク)とアンドレイ・カニシュチェフ(シンフェロポリ)の二名の「自衛」を支援した。のちにバラショフは誘拐され、打撃を受け、略奪された。しかしついに解放され、3月5日にはキーウに向かった。

#### 5日
3月5日、クリミア政府は「700人以上の兵士と将校」とヤルタ、フェオドシヤ、フィオレンテにそれぞれ配備されている第50、第55と第147防空ミサイル連隊がクリミア政府に対して「クリミアの人々を守る喜びを宣言して」離脱したと発表した。これに、3月3日に離脱したウクライナ空軍第204戦闘部隊が加わった。と同時に、3月5日までに、クリミアはウクライナ陸軍から6000人の投降者がいることを主張した。
また全ウクライナ連合「祖国」の3人の使節が「国の中立を廃止し、欧米との統合とNATOとのメンバーシップをウクライナの外交の中心にするというウクライナ最高議会の法案を提出した。クリミアの「自衛」のための軍はシンフェロポリのささやかな反戦の監視隊を鎮圧した。同日、35人のロシア兵がケルチの通関に押し入り、ウクライナ政府職員を武器で脅迫した。同日、ウクライナ国境警備隊は、何者かがウクライナのミハイロ・コヴァル上級大将を人質にとったことを発表した。ある目撃者は、ロシアがヤルタでバイクに乗った者たちにコヴァルの公用車が襲撃され、連れ去らわれたと証言した。ウクライナの兵士はen:Yoshkar Olaの「リトル・グリーンメン」の一人のアレクセイ・セルゲイヴィチ・メドヴェージェフ（Aleksei Sergeievich Medvedev　彼の認識票による）という人物を拘留した。身元不明の武装勢力が国連の特使ロバート・H・セリーをシンフェロポリで人質にしたと報じられたが
、国連事務総長の使節ヤン・エリッソンは、セリーは脅されたが拉致されていないと語った。セリーはクリミア情勢のせいでキーウでの職務を継続していた。この間キーウのシェフチェンコ地区裁判所は「自称指導者」セルゲイ・アクショーノフとヴォロディミール・コンスタンティノフの無効を裁決した ウクライナ治安当局は彼らを起訴することになった。ウクライナ中央検察庁は黒海艦隊のアレクサンドル・ヴィトコを反逆の扇動とサボタージュの組織の事実で刑事裁判を開いた。3月5日、エストニアのウルマス・パエトとEU外交問題のチーフのキャサリーン・アシュトンが尊厳の革命の間にスナイパーによる狙撃の事案を議論している電話内容が盗聴されていたことがYouTubeでリークされた。その場にいたオルガという医師について言及し、PaetはAshtonに「オルガが言ったのと同じように、どの証拠も、スナイパーに殺害された人々は警官隊の間のから両サイド、そして路上〔ママ〕から（狙撃された）。いまいっそう強い、強い理解あるが、それはヤヌコーヴィチではなく新たな別の組織がスナイパーの背後にいる」と言った。エストニア外務省はのちに、テープの信頼性を確認していていないという声明を出した。しかしヤヌコーヴィチを見捨てた「新しい組織」については否定し、キーウの新政府を承認した。

#### 6日
3月6日、クリミア最高会議は公式にウクライナから離脱し、ロシアの一部になることを可決した。この決定は、ロシアへの帰属の是非を問う住民投票をクリミアで実施するというものであった。以前に発表された3月30日の住民投票は3月16日に変更された。そしてその問題は最高会議の3月6日の決議を反映するために変更させられた。ウクライナの政府要人の一人は住民投票は違憲だと主張した。武装勢力がシンフェローポリ市内で運営される全てのウクライナ国営メディア施設を確保し、ロシア国営ニュースチャンネルの「Rossiya」の報道が組まれた。ロシア軍は地方メディア及びクリミア人に対してメッセージを送信し続け情報戦を続けた。

#### 9日
3月9日、ロシアの黒海艦隊がドヌズラフ湾でカーラ型巡洋艦「オチャーコフ」を自沈させる閉塞作戦を実施、南部海軍基地のウクライナ海軍の艦船6隻を封じ込めた。

#### 10日
武装勢力がシンフェローポリ軍病院を占拠した。病院はロシア軍及び親ロシア派の兵士の治療に利用された。

#### 11日
3月11日、クリミア最高会議はクリミア独立宣言を表決し、81人中78人が賛同して可決された。これにより、住民投票でロシア編入が承認されれば、クリミア自治共和国は独立を宣言し、独立国としてロシアに編入を要請することになった。セヴァストポリ市議会も同様に独立宣言を可決した。

#### 13日
ロシアは親ウクライナ又は反ロシア／プーチン派の13個のウェブサイトをブロックした（Vkontakte(ロシアの主要なソーシャルメディア)を含む）。ウクライナ人はソーシャルメディアグループ(５０万人加入)のウェブサイトにアクセスすることができなかった。非常に短い時間だが、ロシアとプーチンに対する否定的なインターネットの活動量はかなり低下した。

#### 15日
装甲車両と重武装ヘリコプターによって支援された60-120名のロシア軍部隊が、Strilkove近くの天然ガス集配送センターを奪取した。これにより、ウクライナはクリミアへの電力供給を切ることができなくなった。

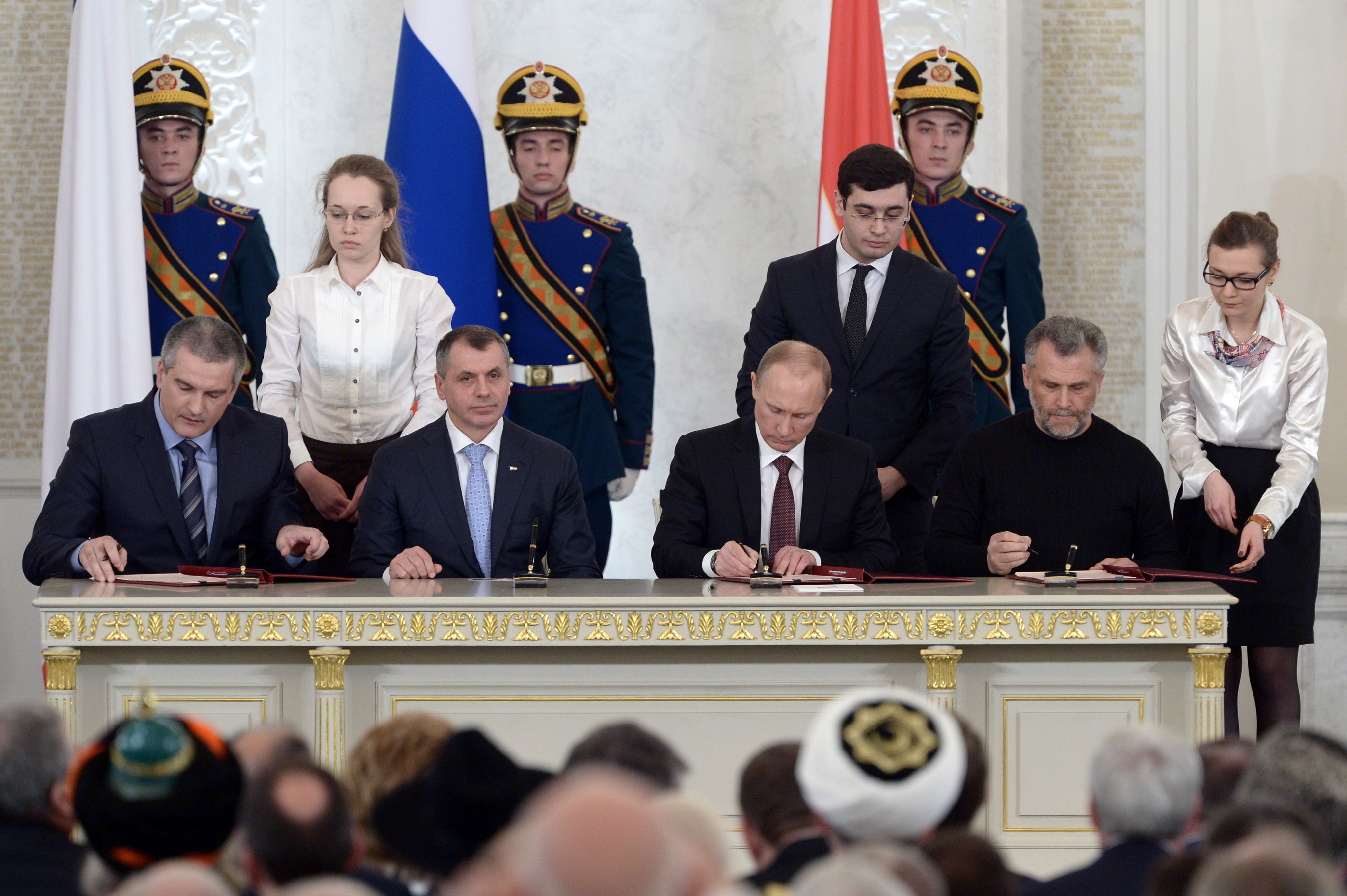
モスクワ、クレムリンでクリミアのロシア編入の条約の調印を行う、ロシアとクリミアの4人の首脳。画面向って左から、セルゲイ・ア
クショーノフ（「クリミア共和国」首相）、ウラジーミル・コンスタンティノフ（「クリミア共和国」国家会議議長）、プーチン露大統領と、アレクセイ・チャリ（セバストポリ特別市最高会議最高議長）。

#### 16日
クリミア自治共和国とセバストーポリ特別市でクリミア半島地域（以下クリミア）のロシア編入の是非を問う住民投票が実施され、即日開票されるクリミア自治共和国、セヴァストポリ特別市の両方で有効投票数が8割を超え、ロシア編入への賛成は9割以上を超えた。

#### 17日
クリミア自治共和国最高会議は、11日の独立宣言と16日の住民投票によるロシア編入承認に基づき、セヴァストポリを特別市として包括する独立国「クリミア共和国」として主権を宣言し、ロシアへの編入を求める決議を行った。ロシアは即日、これを承認した。

#### 18日

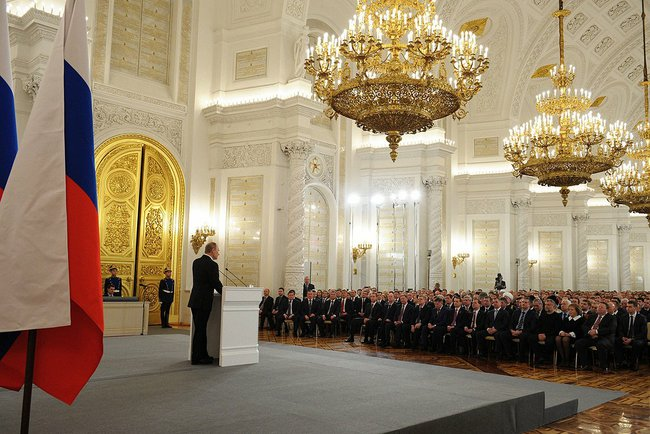
クリミアのロシア編入（復帰）を宣言する演説をするプーチン露大統領。演説は50分以上におよび、「強いロシア」の復活の記念碑的出来事を前に愛国心を高揚させた聴衆からのスタンディングオベーションも起きた。

プーチンは「クリミア共和国」首相、「クリミア共和国」国家会議議長およびセバストポリ特別市最高会議議長（市長）をモスクワ、クレムリンの議会に迎えて、二国間条約の体裁をもち10か条からなる「クリミア共和国をロシア連邦に編入し、ロシア連邦に新たな連邦構成主体を設立することに関するロシア連邦とクリミア共和国との間の条約」に調印した。条約により、調印日である18日をもってクリミア共和国はロシア連邦に編入され、ロシア連邦の新たな連邦構成主体としてクリミア共和国とセヴァストポリ連邦市が設立されることとなり、またロシアがクリミアとセヴァストポリの住民の人権を守る義務を負うことや、クリミアとセヴァストポリの公用語をロシア語とウクライナ語とクリミア・タタール語とすることなどが取り決められた。ロシアの議員ら大勢の見守る中で4人が条約文書の調印を終えるとロシア国歌が流れという、ロシアの愛国心を煽る演出に、会場の興奮は絶頂に達した。
その後プーチン大統領は「クリミアのロシアへの復帰」に関する演説をクレムリン宮殿で46分に及ぶ演説を行い、その中でロシアのクリミア併合は西側によるコソボ独立（コソボ紛争）のようなものであると、コソボ問題を引き合いに出し、正当性を主張した。いわく「コソボがセルビアから独立したようにクリミアはウクライナから独立したのだ。コソボ独立が正しいならクリミア独立も正しいはずで、それを非難する西側諸国は国際法という『ルールブック』を捻じ曲げている。クリミアはコソボ独立の先行例に従い独立した」と西側の批判を「ダブルスタンダードにもなっていない話」と痛烈に批判し、その主張の根拠（「コソボはバルカン戦争とユーゴスラビア崩壊で多大な犠牲者をだしたので特別でクリミアにはコソボの事例は適用できない」という主張）を退けた。また演説ではクリミアはエカチェリーナ2世のクリミア獲得以来ロシア固有の領土であり、ニキータ・フルシチョフのウクライナへの帰属変更」は違法と断じ、「クリミアのロシア復帰」を宣言する演説を行う。その際にはヨシフ・スターリンによって強制移住されたクリミア・タタール人にも言及した。

#### 19日
ウクライナ国防省はクリミアから２万５千名全員の軍事関係者を撤退させることを発表した。

#### 20日
ロシア下院が編入条約を批准。賛成443人、反対1人。

#### 21日
ロシア上院が編入条約を批准。155人全会一致。これによりクリミアとセヴァストポリはロシアの国内法上、同国の領土として編入された。
ロシア軍／民兵部隊は、セヴァストポリ郊外のFiolent市に駐屯するウクライナ軍第174防空連隊の基地を包囲・降伏させ、S-300地対空ミサイルを鹵獲した。ウクライナ軍は「ウクライナの賛美歌」を歌いながら基地の外へ行進し降伏した（在クリミア軍人のほとんどがロシア系であり、進んで捕虜となった。）。
ウクライナ海軍のナーティヤ級掃海艇「チェルカスィ」が、ロシア海軍の封鎖を回避して脱出を試みたが、失敗し拿捕された。

#### 24日
東クリミアのFeodesia市に位置するウクライナ第１海兵大隊は、武器を保持したままウクライナ基地へ帰還することを交渉していたが、最終的には無条件降服し、何人かが逮捕された。